# Acteonimorpha
Acteonimorpha  è una subterclasse di molluschi gasteropodi dell'infraclasse Euthyneura.

## Tassonomia
Comprende le seguenti superfamiglie:
- Acteonoidea d'Orbigny, 1842
- Rissoelloidea Gray, 1850